# Geogarypus tectomaculatus
Espèce
Geogarypus tectomaculatus est une espèce de pseudoscorpions de la famille des Geogarypidae.

## Distribution
Cette espèce est endémique du Mpumalanga en Afrique du Sud.

## Description
La femelle holotype mesure 2,59 mm et le mâle paratype 2,20 mm.

## Publication originale
- Neethling & Haddad, 2017 : A systematic revision of the South African pseudoscorpions of the family Geogarypidae (Arachnida: Pseudoscorpiones). Navorsinge van die Nasionale Museum (Bloemfontein), vol. 32, no 1, p. 1-80.